# 階段垂直マラソン

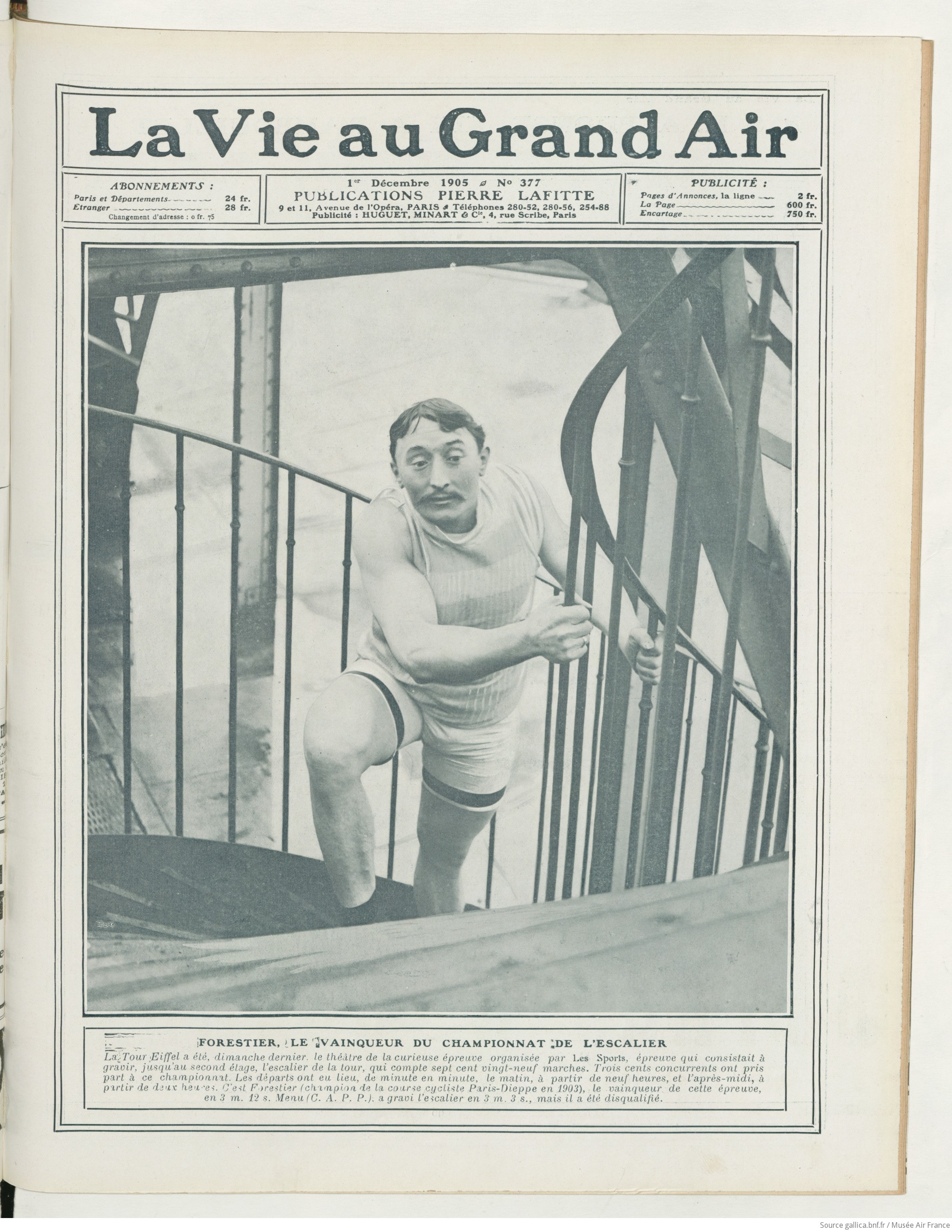
エッフェル塔階段選手権の優勝者(1905年)

階段垂直マラソン（かいだんすいちょくマラソン）とは、超高層ビル、塔などの非常階段をコースに利用しこれを駆け上がるマラソンレース。垂直マラソン、バーチカル・ランニングとも呼ばれる。スカイランニング競技の中の都市型種目とされる。

## 概要
「階段垂直マラソン Vertical World Circuit」世界シリーズとして、ロンドン、ドバイ、ニューヨーク、パリ、マニラ、シドニー、北京、上海、香港の9か所で世界大会が開催されている。
|                | 開催都市     | 開催国           | 会場                                   | ゴール地点の高さ（段数） |
| -------------- | ------------ | ---------------- | -------------------------------------- | ------------------------ |
| 1              | ロンドン     | イギリス         | タワー42                               | 183m（932段）            |
| 2              | ドバイ       | アラブ首長国連邦 | ジュメイラ・エミレーツ・タワーズ       | 265m（1,334段）          |
| 3              | ニューヨーク | アメリカ合衆国   | 1 ワールドトレードセンター             | 382m（2,226段）          |
| 4              | パリ         | フランス         | ツアー・ファースト                     | 225m（954段）            |
| 5              | マニラ       | フィリピン       | シャングリ・ラ ザ・フォート マニラ     | 223m（1,353段）          |
| 6              | シドニー     | オーストラリア   | シドニー・タワー                       | 260m（1,504段）          |
| 7              | 北京         | 中国             | チャイナワールドサミットウイング北京   | 330m（2,041段）          |
| 8              | 上海         | 中国             | 上海ワールド・フィナンシャル・センター | 254m（1,460段）          |
| 9              | 香港         | 香港             | 環球貿易広場                           | 484m（2,120段）          |
| エキシビション | 大阪         | 日本             | あべのハルカス                         | 300m（1,621段）          |

## 日本
日本では2014年から大幸工業株式会社スペシャルチャレンジ（通称、THE RISE 256）を実施。
2016年12月11日、世界大会としては初の日本開催となる「階段垂直マラソン Vertical World Circuit in 大阪大会 ハルカススカイラン」が超高層ビルのあべのハルカスで開催された（エキジビションレースとしての開催）。
2017年11月12日 世界サーキット公式戦として第９戦目で初開催。「2017 Vertical World Circuit 大阪大会 ハルカススカイラン」があべのハルカスにて開催。
2018年11月4日 世界サーキット公式戦として「2018 Vertical World Circuit 大阪大会 ハルカススカイラン」があべのハルカスにて開催。
2019年11月12日 世界サーキット公式戦として「2019 Vertical World Circuit 大阪大会 ハルカススカイラン」があべのハルカスにて開催。
2022年は日本三大都市で計3戦が実施されることになり名称を「VERTICALRUNNING JAPAN CIRCUIT（VJC）」として開催。
| 開催順 | 開催都市 | 開催場所         | 高さ(走行距離) | 階段数 |
| ------ | -------- | ---------------- | -------------- | ------ |
| 第1戦  | 名古屋   | 名古屋テレビ塔   | 90m            | 415段  |
| 第2戦  | 東京     | 東京スカイツリー | 450m           | 2552段 |
| 第3戦  | 大阪     | あべのハルカス   | 288m           | 1610段 |